# غوستافو ساندوفال
غوستافو ساندوفال (بالإسبانية: Gustavo Sandoval)‏ (12 مارس 1975 في الأرجنتين - ) هو لاعب كرة قدم أرجنتيني في مركز الهجوم. لعب مع يونيون إسبانيولا.

## وصلات خارجية
- غوستافو ساندوفال على موقع قاعدة بيانات كرة القدم.إي يو (الإنجليزية)